# Ministero dell'interno
Il Ministero dell'interno è un dicastero del governo italiano. Ha competenza sull'ordine pubblico nella sua qualità di massima autorità nazionale di pubblica sicurezza.
L'attuale ministro in carica è Matteo Piantedosi, a partire dal 22 ottobre 2022.

## Storia

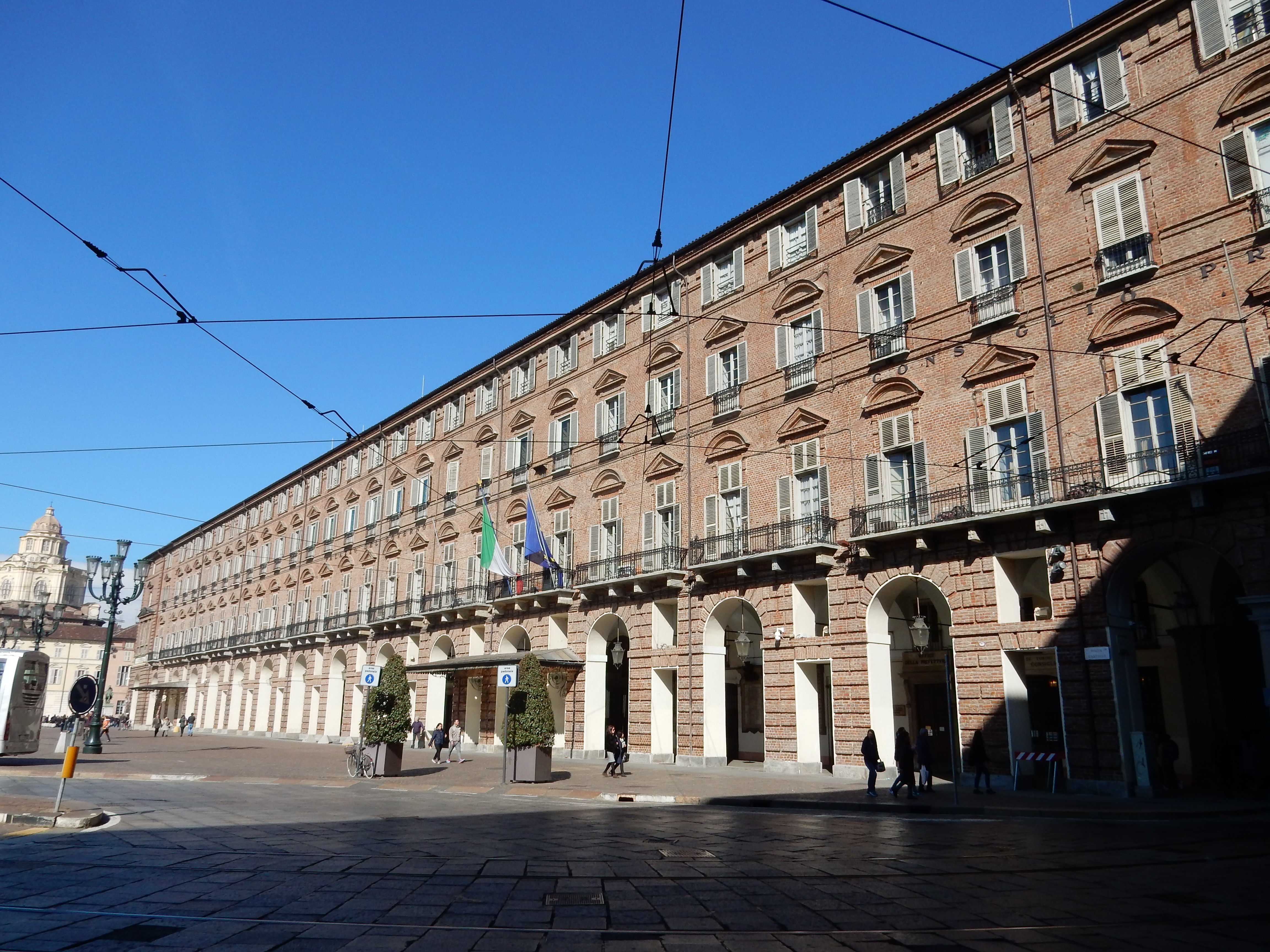
Palazzo delle Segreterie a Torino, prima sede del Ministero dell'interno dello Stato italiano (fino al 1865); oggi è sede della Prefettura

Subito dopo la proclamazione del Regno d'Italia, si caratterizzò sin dagli esordi per una sua preminenza sulla Presidenza del Consiglio. Ha infatti rappresentato un modello fortemente accentrato con una progressiva accentuazione dei poteri centrali, voluta dai primi statisti del Regno di Sardegna al fine di rinforzare il neonato ordinamento statale. Le funzioni del ministero vennero uniformate a quelle del sistema francese dei Prefetti, con sede provinciale quale autorità di diretta emanazione del governo; ciò fu voluto dalla Destra storica. Infatti durante il governo Ricasoli I nel 1861, con i "decreti di ottobre", vennero poste le premesse per un marcato accentramento; nei primi decenni dell'unità d'Italia le prefetture assicurarono un rigido controllo delle realtà locali, rappresentando anche le istanze al governo centrale, e sovente tali strutture furono gli unici uffici governativi periferici presenti in varie zone d'Italia.

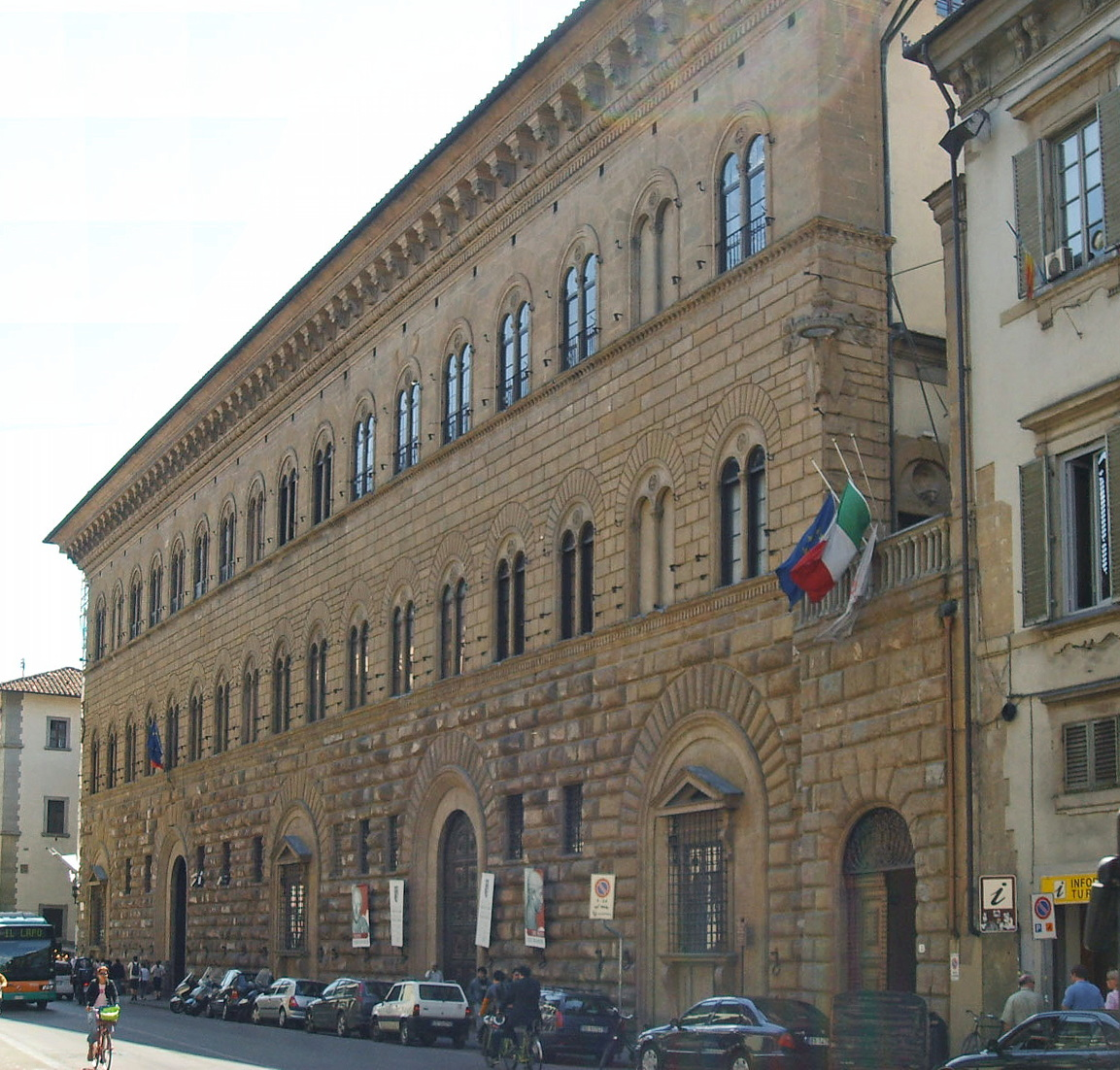
Palazzo Medici-Riccardi a Firenze, sede del Ministero dell'interno dal 1865 al 1871; oggi sede della Provincia.

Nel 1870 il ministero venne riorganizzato dal governo Lanza e poi nel 1874 e nel 1877;  in quegli anni il dicastero assunse le funzioni di polizia,  ossia la pubblica sicurezza, gestione dei penitenziari, e ven è dotato anche di uffici preposti alla tutela della sanità pubblica. Verso la fine del XIX secolo il ministro Francesco Crispi rafforzò il ministero e le prefetture. Negli anni successivi Antonio di Rudinì decentrò talune funzioni, affidando alle Prefetture varie attribuzioni prima di competenza del Ministero.
Durante i governi Giolitti il Ministero divenne lo strumento chiave dell'azione politica del primo ministro. Su comuni e province, in particolare sulla tutela dell'ordine pubblico, venne attuato un controllo abbastanza stringente. In ambito sanitario venne fatto uno sforzo di razionalizzazione delle leggi sanitarie con l'emanazione del regio decreto 22 maggio 1913, n. 653. Sul lato sociale i prefetti furono utilizzati nella mediazione dei conflitti di lavoro, o a tutela delle condizioni dei lavoratori, collaborando con l'Ufficio governativo del lavoro, o per la municipalizzazione dei servizi essenziali quali tranvie, rete di illuminazione, asili infantili. Anche in questo caso crebbero i compiti e le dimensioni della stessa amministrazione.
Con la prima guerra mondiale pur gestendo i compiti ordinari di sicurezza, ordine pubblico e sanità in situazioni belliche, non ne venne modificato l'assetto complessivo. Durante il ventennio fascista con la legge 3 dicembre 1922, n. 1601 la "Direzione generale delle carceri e dei riformatori" passò al Ministero di grazia, giustizia e culti. Mussolini in genere lo riservò a sé, ma il Ministero perse progressivamente il ruolo guida dell'apparato amministrativo statale.

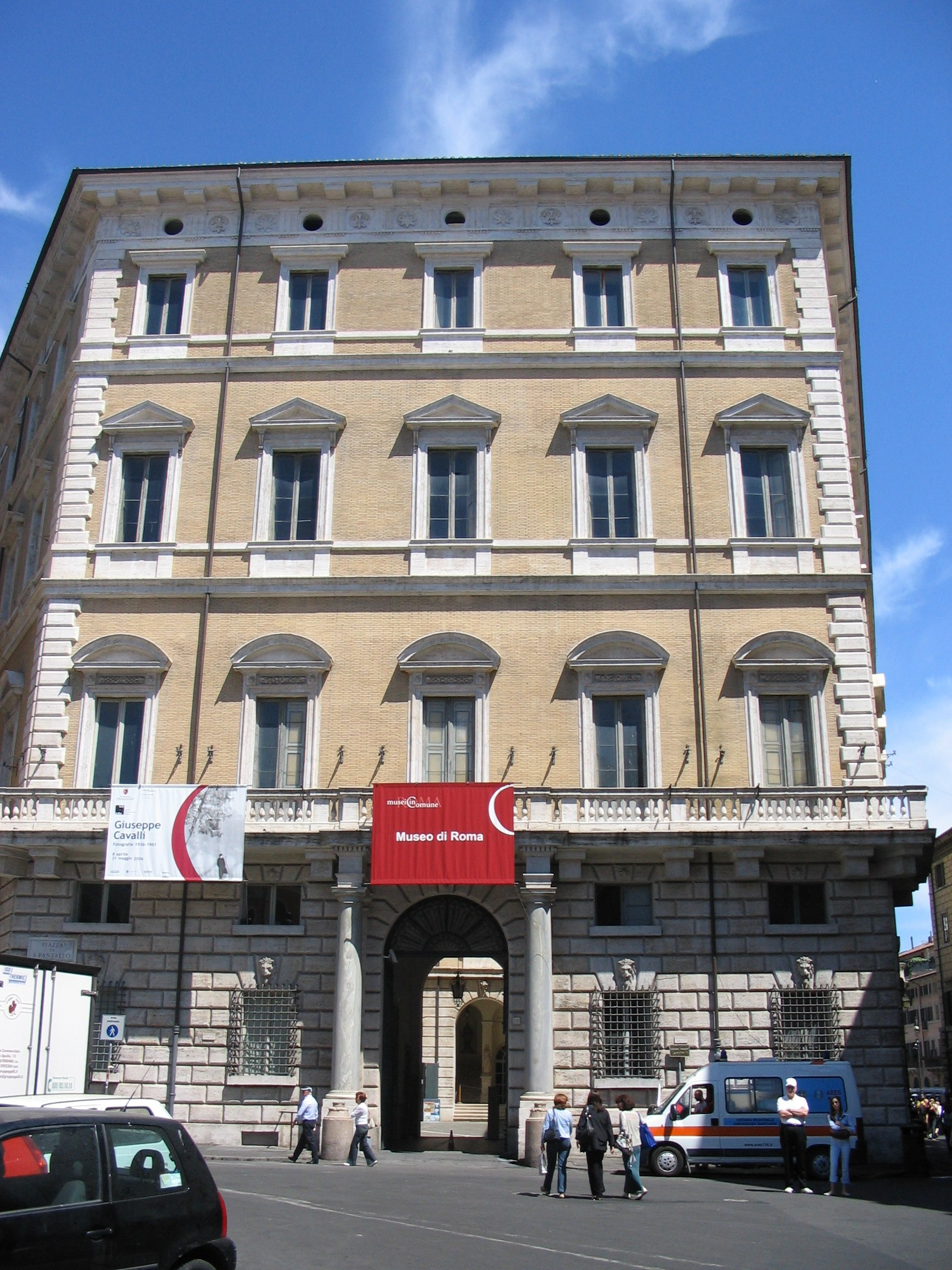
Palazzo Braschi a Roma, sede del Ministero dell'interno dal 1871 al 1925; oggi è adibito a museo

Nel 1931 al Ministero venne affidata la Direzione generale del fondo per il culto e del fondo di beneficenza e religione della città di Roma, nonché la Direzione generale degli affari del culto, in precedenza del Ministero di grazia e giustizia. Con la caduta del fascismo, il cambiamento istituzionale e la nascita della Repubblica Italiana il Ministero dell'interno conobbe ulteriori evoluzioni. Nell'immediato secondo dopoguerra italiano venne rafforzato il suo ruolo nella protezione sociale, e insieme al Ministero del lavoro ha assunto il ruolo chiave delle politiche di welfare state, assicurando il sostegno alle categorie socialmente deboli, e garantendo gli interventi in caso di calamità: il settore della sanità pubblica (Direzione generale della sanità pubblica, che con decreto luogotenenziale 12 luglio 1945, n. 417 era stato denominato alto commissariato per l'igiene e la sanità pubblica posto alle dipendenze della Presidenza del Consiglio) venne espunto al Ministero nel 1958 con l'istituzione del Ministero della sanità. 
Similmente avvenne nel 1974 con la nascita del Ministero dei beni culturali e ambientali, per la quale il Ministero dell'interno contribuì cedendo gli Archivi di Stato. Ulteriore novita fu rappresentata dall'istituzione delle Regioni con la legge 16 maggio 1970, n. 281 e dal progressivo trasferimento di competenze. Il DPR 6 febbraio 1981, n. 66 definì il ministero "organo di protezione civile" facendone anche sede del "Comitato interministeriale di protezione civile". Inoltre, con la legge 1° aprile 1981, n. 121 fu riformata la Polizia di Stato, trasformando la Direzione Generale della Pubblica Sicurezza in Dipartimento, anticipando la futura struttura dipartimentale. Parallelamente Col tempo venne riorganizzato l'assetto centrale del Ministero e il numero delle Direzioni Generali passò da 7 a 5.
Negli anni 1990 con la riforma Bassanini degli viene attuato il complessivo processo di riorganizzazione del sistema amministrativo e del Ministero, in particolare il d.lgs. 30 luglio 1999, n. 300 ne dispose la ristrutturazione in Dipartimenti. Infine nel 2004, è stata riformata l'organizzazione delle prefetture denominate ora Prefetture-Uffici Territoriali di Governo.

## Sede
Il Ministero dell'interno ha sede a Roma nel Palazzo del Viminale dal 1925. Fino a quel momento il Ministero, insieme con la Presidenza del Consiglio, aveva sede a Palazzo Braschi. Il Viminale fu commissionato nel 1911 da Giolitti all'architetto Manfredo Manfredi, progettato appositamente come sede con funzioni governative. Fu inaugurato ufficialmente il 9 luglio 1925. Il Palazzo del Viminale, nei suoi 5 piani, ha centinaia di stanze, collegate da una serie di itinerari incrociati. Degni di nota sono l'imponente ingresso a tre fornici del Palazzo della Presidenza, lo scalone d'onore del Palazzo degli Uffici, la sala del Consiglio dei Ministri ed il salone di ingresso dello scalone al piano nobile con le decorazioni in legno pregiato, marmi e stucchi.
Nel 1961 la sede della Presidenza del Consiglio fu separata da quella del Ministero dell'interno e portata a Palazzo Chigi, ove ancor oggi si trova.

## Organizzazione
Il ministero è il vertice politico dell'amministrazione dell'interno; si avvale inoltre del Dipartimento della pubblica sicurezza al cui vertice vi è il capo della polizia - direttore generale della pubblica sicurezza. Da tale dicastero dipendono la Polizia di Stato, il Corpo nazionale dei vigili del fuoco e i prefetti. Il ministro è anche componente del Consiglio supremo di difesa.
Gli uffici del Ministero dell'interno possono classificarsi secondo la seguente suddivisione:
- in base alla competenza territoriale:
  - Uffici centrali: situati presso il Ministero, nella sede centrale di Roma, con competenza su tutto il territorio nazionale, per le materie a ciascuno assegnate
  - Uffici periferici: dislocati a livello locale, con competenza ristretta ad un determinato territorio (circoscrizione), ne fanno parte ad esempio le prefetture, i comandi provinciali dei vigili del fuoco, le questure
- in base all'ampiezza delle competenze:
  - Uffici generali: svolgono un'attività estesa a tutti i settori di competenza del Ministero
  - Uffici speciali: hanno solamente un numero ristretto di competenze, nell'ambito delle attribuzioni dell'Amministrazione dell'interno

Presso il dicastero opera il personale dell'amministrazione civile dell'interno - dipendente dal Dipartimento per le politiche del personale dell'amministrazione civile e per le risorse strumentali e finanziarie - con compiti amministrativi anche di elevato profilo professionale. Tale personale consta di circa 20.000 dipendenti distribuiti nelle diverse qualifiche (ausiliari, assistenti, funzionari e dirigenti) e con diverse specializzazioni.

### Articolazione degli uffici

#### Uffici centrali
A livello centrale il Ministero è organizzato, secondo le disposizioni del Decreto del presidente della Repubblica 7 settembre 2001, n. 398, che ha accorpato le vecchie direzioni generali in cinque Dipartimenti, come modificato dal DPR 24 novembre 2009:
- Dipartimento per gli affari interni e territoriali, suddiviso in 4 direzioni centrali:
  - Direzione centrale per le autonomie
  - Direzione centrale dei servizi elettorali
  - Direzione centrale della finanza locale
  - Direzione centrale per i servizi demografici
- Dipartimento per le libertà civili e l'immigrazione, suddiviso in 7 Direzioni Centrali:
  - Uffici di diretta collaborazione del capo dipartimento;
  - Direzione centrale per le politiche migratorie - Autorità fondo asilo migrazione e integrazione
  - Direzione centrale dei servizi civili per l'immigrazione e l'asilo
  - Direzione centrale per i diritti civili, la cittadinanza e le minoranze
  - Direzione centrale per le risorse finanziarie
  - Direzione centrale degli affari dei culti e per l’amministrazione del Fondo Edifici di Culto
  - Direzione centrale per l'amministrazione del fondo edifici di culto
  - Direzione centrale per la programmazione e i servizi generali
- Dipartimento della pubblica sicurezza (Polizia di Stato), suddiviso in 14 direzioni centrali:
  - Direzione centrale per gli affari generali e le politiche del personale della Polizia di Stato
  - Direzione centrale anticrimine della Polizia di Stato
  - Direzione centrale della polizia di prevenzione
  - Direzione centrale dell'immigrazione e della polizia delle frontiere
  - Direzione centrale per la polizia stradale, ferroviaria, delle comunicazioni e per i reparti speciali della Polizia di Stato
  - Direzione centrale per la Polizia scientifica e la Sicurezza cibernetica
  - Direzione centrale delle risorse umane
  - Direzione centrale per gli istituti di istruzione
  - Direzione centrale di sanità
  - Direzione centrale dei servizi tecnico-logistici e della gestione patrimoniale
  - Direzione centrale per i servizi di ragioneria
  - Scuola superiore di Polizia
  - Direzione investigativa antimafia - DIA
  - Direzione centrale per i servizi antidroga
  - Direzione centrale della polizia criminale
  - Scuola di perfezionamento per le forze di polizia
- Dipartimento dei vigili del fuoco, del soccorso pubblico e della difesa civile, suddiviso in 8 direzioni centrali:
  - Direzione centrale per l'emergenza e il soccorso tecnico e l'antincendio boschivo
  - Direzione centrale per la prevenzione e la sicurezza tecnica
  - Direzione centrale per la difesa civile e le politiche di protezione civile
  - Direzione centrale per la formazione
  - Direzione centrale per le risorse umane
  - Direzione centrale per le risorse logistiche e strumentali
  - Direzione centrale per le risorse finanziarie
  - Direzione centrale per l'amministrazione generale
  - Ufficio centrale ispettivo
- Dipartimento per le politiche del personale dell'amministrazione civile e per le risorse strumentali e finanziarie, suddiviso in 4 direzioni centrali:
  - Direzione centrale per l’amministrazione generale e le prefetture-Uffici territoriali del Governo
  - Direzione centrale per le politiche del personale dell’amministrazione civile
  - Direzione centrale per le risorse finanziarie e strumentali
  - Direzione centrale per l’Innovazione tecnologica per l’amministrazione generale
  - Scuola superiore dell'amministrazione dell'interno - SSAI
  - Ufficio per i sistemi informativi automatizzati - USIA
  - Ispettorato generale di amministrazione - IGA

L'attività di controllo amministrativo è affidata al servizio di controllo interno, che valuta l'azione amministrativa in rapporto agli indirizzi politici.

#### Uffici periferici
Il Ministero dell'interno è strutturato in maniera alquanto complessa a livello territoriale, per via dei compiti di rappresentanza politica del Governo e di ordine pubblico cui assolve. Questi sono gli uffici principali:
- le 103 Prefetture - Uffici territoriali di Governo,[4] quali sedi di rappresentanza del Governo in ogni provincia a statuto ordinario, che svolgono un'azione propulsiva di indirizzo e di mediazione sociale nonché di intervento e collaborazione, anche rispetto alle autonomie locali. In Trentino-Alto Adige sono sostituite dai commissariati del Governo, enti cui è affidato il coordinamento delle attività statali sul territorio, ma non il controllo degli enti locali, in ossequio allo statuto di autonomia delle due province autonome di Trento e Bolzano. In Valle d'Aosta, invece, non è previsto nessun organismo decentrato, essendo state trasferite tutte le funzioni prefettizie al presidente della Regione con decreto luogotenenziale n. 545 del 1945.
- le 105 questure dipendono direttamente dal Dipartimento della Pubblica Sicurezza, e hanno il compito di garantire lo svolgimento, la direzione e l'organizzazione di tutta l'attività della Polizia di Stato nella provincia. Nei quartieri delle grandi città e nei piccoli comuni le questure sono suddivise in commissariati.
- le 20 direzioni regionali dei vigili del fuoco del soccorso pubblico e della difesa civile istituite per lo svolgimento in ambito regionale con funzioni di coordinamento dei compiti del Corpo nazionale dei vigili del fuoco.
- i 113 comandi provinciali dei vigili del fuoco, istituiti in ambito provinciale, sono il braccio operativo del Corpo dei vigili del fuoco. Questi si suddividono in distretti, distaccamenti permanenti e volontari e posti di vigilanza, alle dipendenze dei comandi provinciali. Vi sono poi reparti e nuclei speciali, per particolari attività operative che richiedano l'impiego di personale specificamente preparato, nonché l'ausilio di mezzi speciali o di animali.

## Funzioni
Costituisce la massima autorità di pubblica sicurezza statale, a norma dell'art. 1 della legge 1 aprile 1981, n. 121, e vigila sul mantenimento dell'ordine pubblico. Inoltre le principali funzioni - ai sensi del decreto legislativo 30 luglio 1999, n. 300 - consistono nell'assicurare:
- garanzia della regolare costituzione degli organi elettivi degli enti locali e del loro funzionamento, regolamentazione della finanza locale e dei servizi elettorali, vigilanza sullo stato civile e sull'anagrafe e attività di collaborazione con gli enti locali
- tutela dell'ordine e della sicurezza pubblica e coordinamento delle forze di polizia
- amministrazione generale e rappresentanza generale di governo sul territorio
- tutela dei diritti civili, ivi compresi quelli delle confessioni religiose, di cittadinanza, immigrazione e asilo

Attualmente, i suoi compiti sono disciplinati dai decreti del presidente della Repubblica 5 giugno 1976 n. 676 e 7 settembre 2001 n. 398.

## Enti e corpi alle dipendenze

### Corpo prefettizio

Distintivo del Corpo prefettizio

Distintivo identificativo per i dirigenti dell'Area 1 dell'Amministrazione civile dell'interno

Dal Ministero dell'interno dipendono le prefetture, che ne costituiscono la dirigenza civile, con compiti di rappresentanza generale del governo sul territorio nazionale; al cui vertice vi è un prefetto.
Accanto al Corpo prefettizio (costituito da circa 1.500 unità fra consiglieri, viceprefetti aggiunti, viceprefetti e prefetti) operano i dirigenti contrattualizzati dell'area I.

### Polizia di Stato
Dal ministro dipende la Polizia di Stato, quale corpo ad ordinamento civile con compiti di mantenimento di pubblica sicurezza e gestione dell'ordine pubblico. Il Capo della Polizia, che è un prefetto, assume la veste di capo del Dipartimento di Pubblica Sicurezza.

### Vigili del fuoco
Sempre dal ministro dipende direttamente il Corpo nazionale dei vigili del fuoco, quale corpo ad ordinamento civile con compiti di difesa civile, servizio di soccorso pubblico e di prevenzione ed protezione dagli incendi su tutto il territorio nazionale. 

### Segretari comunali e provinciali
La categoria dei segretari comunali e provinciali, dal 1928 è posta alle dipendenze del Ministero dell'interno. Ai sensi della legge 15 maggio 1997, n. 127, i segretari sono stati inquadrati in un apposito albo professionale pubblico, un primo tempo gestito da un'apposita Agenzia autonoma per la gestione dell'albo dei segretari comunali (AGES), ma con la legge 30 luglio 2010 n. 122, tale ente è stato soppressa, e l'albo è attualmente gestito direttamente dal Ministero dell'interno. In sede di prima applicazione, vi provvede attraverso una unità di missione e le strutture ancora funzionanti della disciolta agenzia, in attesa di un inquadramento definitivo della funzione fra gli uffici ministeriali.

## Enti vigilati
Il Ministero dell'interno vigila sui seguenti enti:
- l'Istituto opere laiche palatine pugliesi, ente di studio nel campo sociale
- il Fondo di assistenza per il personale della Polizia di Stato, ente di sostegno previdenziale per gli appartenenti alla Polizia di Stato

Fino al 2011 ha vigilato sull'Istituto nazionale di beneficenza Vittorio Emanuele III, ente attivo nel campo della beneficenza agli ex ufficiali ora vigilato dal Ministero della difesa.

## Elenco dei ministri
Dal 1861, col governo Cavour fino al governo De Gasperi:
Dal 1946, col governo De Gasperi II, ad oggi: